# Juan Carlos Monrroy
Juan Carlos Monrroy Villegas (La Paz, 11 de junio de 1978) es un periodista y presentador de televisión boliviano. Actualmente es presentador de noticias en la Red UNO La Paz y conductor del programa nocturno "Que No Me Pierda" (QNMP) junto a la periodista Cecilia Bellido.

## Biografía
Juan Carlos Monrroy nació el 11 de junio de 1978 en la ciudad de La Paz. Comenzó sus estudios escolares en 1984, saliendo bachiller el año 1995 del colegio Don Bosco de su ciudad natal. En 1996, Juan Carlos ingresó a estudiar la carrera de comunicación social en la Universidad Mayor de San Andrés (UMSA), graduándose como periodista de profesión el año 2001.

### Red ATB (2002-2007)
En 2002, a sus 24 años de edad, Monrroy empezó a trabajar como periodista en la cadena televisiva Red ATB. En 2004 pasó a convertirse en  presentador de noticias del mismo canal. Trabajó en dicha casa televisiva por un tiempo de 5 años hasta 2007.

### Red Unitel (2007-2010)
A finales de 2007, Juan Carlos se fue a la Red Unitel, en donde trabajó como presentador de televisión por un lapso de 3 años, hasta el 19 de julio de 2010.

### Red UNO (2010-actualidad)
El 2 de agosto de 2010, Juan Carlos Monrroy ingresó a la Red UNO como conductor del Programa "El Mañanero" y a la vez como presentador de noticias junto a las conductoras Paola Medina y Melisa Ibarra. En la actualidad, conduce el programa con Asbel Valenzuela, Luciana Acosta y Sandra Alcázar. Además de conducir el noticiero de medio junto a César Galindo y Claudia Fernández Valdivia.
El 26 de abril de 2013, Juan Carlos Monrroy contrajo matrimonio con la presentadora de televisión Denisse.
El 2 de febrero de 2015, la policía boliviana arrestó a Juan Carlos Monrroy en la ciudad de Santa Cruz de la Sierra por conducir su automóvil en estado de ebriedad y a la vez amenazar a los funcionarios policiales.